# Brașov (distrikt)
Brașov er et distrikt i Transsylvanien (rumænsk Transilvania) i Rumænien med 589.028 (2002) indbyggere. Hovedstad er byen Brașov.

## Byer
- Brașov
- Făgăraș
- Codlea
- Săcele
- Ghimbav
- Predeal
- Râșnov
- Rupea
- Sânpetru
- Victoria
- Zărnești

## Kommuner
| - Apața - Augustin - Beclean - Bod - Bran - Budila - Bunești - Cața - Hălchiu | - Cincu - Comana - Cristian - Crizbav - Drăguş - Dumbrăvița - Feldioara - Fundata - Hălchiu - Hărman | - Hârseni - Hoghiz - Holbav - Homorod - Jibert - Lisa - Mândra - Măieruş - Moieciu | - Ormeniş - Părău - Poiana Mărului - Prejmer - Racoş - Recea - Şercaia - Şinca - Şinca Nouă | - Sâmbăta de Sus - Sânpetru - Şoarş - Tărlungeni - Teliu - Ticuşu - Ucea - Ungra - Vama Buzăului | - Viştea - Voila - Vulcan |